# Demétrio Tzâmplaco
Demétrio Tzâmplaco (em grego: Δημήτριος Τζαμπλάκων; fl. 1345–1366/67) foi um aristocrata e líder militar sênior bizantino. 

## Biografia
Os Tzâmplacos foram uma importante e rica família aristocrática atestada desde meados do século XIII, quando um de seus membros alcançou a alto posto militar de doméstico das escolas. Aleixo Tzâmplaco, o pai de Demétrio, foi o filho deste homem. Seus irmãos, Asomaciano e Arsênio, também alcançaram altos ofícios durante o mesmo período. Demétrio foi casado com Eudóxia Paleóloga e teve vários filhos, cujos nomes são desconhecidos.
Demétrio é atestado pela primeira vez em 1345, já mantendo o posto militar sênior de grande estratopedarca, durante o cerco de Serres pelas forças do governante sérvio Estêvão Uresis IV (r. 1331–1346). Uma grande parte da população da cidade, sob Manuel Asen, queria render a cidade aos sérvios, enquanto Tzâmplaco liderou a facção leal. Após a queda da cidade, ele retirou-se para Cristópolis, e ainda é atestado nos anos 1360.